# Nicolas Laspalles
Nicolas Laspalles est un footballeur français né le 27 novembre 1971 à Montargis. Il évoluait au poste de défenseur. Depuis la saison 2018-2019 jusqu'en 2021-2022, il entraîne la première équipe séniore masculine du Lamballe Football Club qui évolue en Régional 1 (D6) de la Ligue de Bretagne de football. Pour la saison 2022-2023, il entraîne l'équipe de Montluçon Football, club évoluant en National 3.

## Biographie
Nicolas Laspalles évolue en jeunes au club amateur du Stade Charles-de-Blois avant de rejoindre l'En Avant de Guingamp en pupilles. En 1988 il évolue sous les ordres d'Yvon Schmitt en championnat de France cadets, puis en 1989 il découvre la troisième division avec l'équipe réserve de l'EA Guingamp. Il va passer de la troisième division à la première de 1993 à 1995 puis disputer trois saisons en première division au poste d'arrière droit. Il atteint notamment la finale de la Coupe de France en 1997 où il inscrit le but égalisateur de Guingamp qui est battu aux tirs au but.
Lors de l'été 1998, il fait partie des plans du nouveau président du PSG Charles Biétry qui le fait venir dans la capitale. Peu utilisé par Alain Giresse, il n'entre pas dans les plans de son successeur Artur Jorge qui privilégie Jimmy Algerino ou Grégory Paisley. Il est prêté au RC Lens durant le mercato hivernal. Sous les couleurs artésiennes il se fait remarquer le 13 février 1999 lorsqu'il inscrit le but victorieux de son équipe à la 84e minute d'un match joué contre le PSG. Un temps, Lens pense le conserver en cas de transfert du latéral droit titulaire Éric Sikora, ce qui ne se produit pas.
De retour à Paris à l'été 1999 il retrouve un nouvel entraîneur (le troisième en huit mois à Paris), Philippe Bergeroo, qui le fait jouer de manière régulière, mais pas systématique. Il joue alors au poste d'arrière gauche.
Il rejoint alors le FC Nantes où au terme d'une première saison pleine, il est sacré champion de France sous les ordres de Raynald Denoueix, il évolue dans ce club au poste de latéral droit. Il découvre la Ligue des champions la saison suivante.
À l'hiver 2003, jouant moins de rencontres à Nantes, il part en Italie à Lecce mais revient en France après six mois. Il termine sa carrière à Guingamp, son club formateur, lors de la saison 2003-2004.
Après sa carrière pro, il rejoint le club amateur de Lannion en DH ainsi que le Club Bretagne Football.
De 2016 à 2018, il est entraîneur des moins de 12 ans à Guingamp.
De 2018 à 2022, il officie comme entraîneur de la première équipe du Lamballe Football Club.
En juin 2022, il rejoint Montluçon Football.

## Statistiques
| Saison                | Club                  | Championnat           | Championnat | Championnat | Coupe nationale | Coupe nationale | Coupe de la Ligue | Coupe de la Ligue | Supercoupe | Supercoupe | Compétition(s) continentale(s) | Compétition(s) continentale(s) | Compétition(s) continentale(s) | Total | Total |
| Saison                | Club                  | Division              | M.          | B.          | M.              | B.              | M.                | B.                | M.         | B.         | Comp.                          | M.                             | B.                             | M.    | B.    |
| 1992-1993             | EA Guingamp           | Division 2            | 9           | 0           | 2               | 0               | -                 | -                 | -          | -          | -                              | -                              | -                              | 11    | 0     |
| 1993-1994             | EA Guingamp           | National 1            | 31          | 1           | 3               | 0               | -                 | -                 | -          | -          | -                              | -                              | -                              | 34    | 1     |
| 1994-1995             | EA Guingamp           | Division 2            | 39          | 0           | -               | -               | 4                 | 0                 | -          | -          | -                              | -                              | -                              | 43    | 0     |
| 1995-1996             | EA Guingamp           | Division 1            | 20          | 0           | -               | -               | 1                 | 0                 | -          | -          | -                              | -                              | -                              | 21    | 0     |
| 1996-1997             | EA Guingamp           | Division 1            | 31          | 0           | 6               | 1               | 1                 | 0                 | -          | -          | CI+C3                          | 8+1                            | 0+0                            | 47    | 1     |
| 1997-1998             | EA Guingamp           | Division 1            | 27          | 2           | 5               | 0               | 1                 | 0                 | -          | -          | -                              | -                              | -                              | 33    | 2     |
| 1998-1999             | Paris SG              | Division 1            | 5           | 0           | 1               | 0               | -                 | -                 | -          | -          | C2                             | 1                              | 0                              | 7     | 0     |
| 1998-1999             | RC Lens (prêt)        | Division 1            | 10          | 1           | 2               | 0               | 3                 | 0                 | -          | -          | -                              | -                              | -                              | 15    | 1     |
| 1999-2000             | Paris SG              | Division 1            | 21          | 0           | -               | -               | 2                 | 0                 | -          | -          | -                              | -                              | -                              | 23    | 0     |
| 2000-2001             | FC Nantes             | Division 1            | 30          | 0           | 4               | 1               | 2                 | 0                 | 1          | 0          | C3                             | 8                              | 0                              | 45    | 1     |
| 2001-2002             | FC Nantes             | Division 1            | 25          | 0           | 1               | 0               | 1                 | 0                 | 1          | 0          | C1                             | 7                              | 0                              | 35    | 0     |
| 2002-2003             | FC Nantes             | Ligue 1               | 6           | 0           | -               | -               | 1                 | 0                 | -          | -          | -                              | -                              | -                              | 7     | 0     |
| 2002-2003             | Lecce                 | Série B               | 5           | 0           | -               | -               | -                 | -                 | -          | -          | -                              | -                              | -                              | 5     | 0     |
| 2003-2004             | EA Guingamp           | Ligue 1               | 31          | 0           | 1               | 0               | 1                 | 0                 | -          | -          | CI                             | 2                              | 1                              | 35    | 1     |
| Total sur la carrière | Total sur la carrière | Total sur la carrière | 290         | 4           | 25              | 2               | 17                | 0                 | 2          | 0          | -                              | 27                             | 1                              | 361   | 7     |

## Palmarès
- Vainqueur de la Coupe Intertoto en 1996
- Champion de France en 2001 avec le FC Nantes
- Vainqueur du Trophée des champions en 2001 avec le FC Nantes
- Vainqueur de la Coupe de la Ligue en 1999 avec Lens (ne joue pas la finale)
- Finaliste de la Coupe de France en 1997 avec Guingamp
- Vice-Champion de France en 2000 avec le PSG
- Finaliste de la Coupe de la Ligue en 2000 avec le PSG